# Raak!
Raak! is een Nederlandse meidengroep bestaande uit Nikki (Britney Zaaijer), Zoë (Helen Boekelaar) en Jess (Esther van Harten) met een poprepertoire gericht op kinderen. De muziek wordt geproduceerd door We Know Music en geschreven door Rick Pols en Linda Pols en uitgebracht onder het label Kidz Kreative en de distributie door Warner Music Benelux.

## Geschiedenis

### 2013–2019: Eerste line-up
De groep werd opgericht door Future Presidents. Na verschillende audities werd in 2013 de groep samengesteld, met Daniëlle van de Griendt als het stoere, Sharon Witsiers als het sportieve en Rosanne Mostert als het mooie personage.
In november 2014 nam Raak! met Danspiet, van De Club van Sinterklaas de Sinterklaas-single "De Sinterklaas Welkomstdans" op. In de zomer van 2015 kwam Raak! met haar nieuwe single "1 Stap" wat de titelsong was van hun allereerste theatertour, Raak! en de Magische Schoentjes. Op 4 november 2015 bracht de meidengroep samen met Yes-R het nummer 'Kraanwater uit de kraan #Goedgedaan' tijdens de landelijke aftrap van de Kraanwaterdag van Vitens.
Tijdens de kerstperiode van 2015 kwam de groep met hun eerste serie 'Deze Kerst is het Raak!' bij Telekerst op RTL Telekids.
Vanaf januari 2017 waren Van de Griendt, Anouk de Pater en Witsiers de gezichten van het blok Telekids Mini's van de Nederlandse kinderzender Telekids bij RTL 8. In maart 2017 heeft Mostert de groep verlaten.
Raak! neemt met de kinderen van de Telekids Musicalschool het nummer 'Koningsdag' in 2017 op voor de 50e verjaardag van Koning Willem-Alexander. In juni 2017 komt het tweede album uit met 8 nieuwe nummers onder de titel 'Het is weer Raak!'. Vanaf juni zijn ze wekelijks te horen op Efteling Kids Radio.

### 2019–heden: Tweede line-up
Na de zomer van 2019 besloten Van de Griendt, De pater en Witsiers te stoppen. Zij werden vervangen door Britney Zaaijer, Helen Boekelaar en Esther van Harten, die in de meidengroep werken onder de namen Jess, Nikki en Zoë.

## Discografie

### Album
| Album met eventuele hitnotering(en) in de Nederlandse Album Top 100 | Datum van verschijnen | Datum van binnenkomst | Hoogste positie | Aantal weken | Opmerkingen |
| ------------------------------------------------------------------- | --------------------- | --------------------- | --------------- | ------------ | ----------- |
| In 1 Keer Raak!                                                     | 2015                  | -                     |                 |              |             |
| Het Is Weer Raak                                                    | 2017                  | -                     |                 |              |             |
| De Leukste Sint Hits 2017                                           | 2017                  | -                     |                 |              |             |

### Singles
| Single met eventuele hitnotering(en) in de Nederlandse Top 40 | Datum van verschijnen | Datum van binnenkomst | Hoogste positie | Aantal weken | Opmerkingen                                 |
| ------------------------------------------------------------- | --------------------- | --------------------- | --------------- | ------------ | ------------------------------------------- |
| In 1 Keer Raak!                                               | 2013                  | -                     |                 |              |                                             |
| Teddybeer                                                     | 2013                  | -                     |                 |              |                                             |
| Handjes in de Lucht                                           | 2014                  | -                     |                 |              |                                             |
| Mijn Prins                                                    | 2015                  | -                     |                 |              |                                             |
| 1 Stap                                                        | 2015                  | -                     |                 |              | Titelsong "Raak! en de Magische Schoentjes" |
| Kraanwater uit de kraan #Goedgedaan                           | 2015                  | -                     |                 |              | met Yes-R                                   |
| Hieperdepiep HoeRaak!                                         | 2016                  | -                     |                 |              |                                             |
| De Kerstbrigade                                               | 2016                  | -                     |                 |              |                                             |
| Valentijn                                                     | 2017                  | -                     |                 |              |                                             |
| Koningsdag                                                    | 2017                  | -                     |                 |              |                                             |
| De Boot van Sinterklaas                                       | 2017                  | -                     |                 |              | Van het album 'De Leukste Sint Hits 2017    |
| De Sinterklaas Welkomstdans                                   | 2020                  | -                     |                 |              | Samen met Kliederpiet van Team Sint         |
| Het is weer Sinterklaas                                       | 2020                  | -                     |                 |              |                                             |
| Kerstfeest van de Eeuw                                        | 2020                  | -                     |                 |              |                                             |
| Mijn Unicorn                                                  | 2022                  | -                     |                 |              |                                             |